# Dicée de Palawan
Prionochilus plateni
Espèce
Statut de conservation UICN

 LC  : Préoccupation mineure
Le Dicée de Palawan (Prionochilus plateni) est une espèce de passereau placée dans la famille des Dicaeidae.

## Répartition
Il est endémique aux forêts pluviales de Palawan, aux Philippines.

## Habitat
Il habite les forêts humides tropicales et subtropicales en plaine.

## Sous-espèces
Selon Paterson, cet oiseau est représenté par deux sous-espèces :
- Prionochilus plateni culionensis (Rand) 1948 ;
- Prionochilus plateni plateni Blasius,W 1888.